# Septoria alpicola
Septoria alpicola är en svampart som beskrevs av Sacc. 1897. Septoria alpicola ingår i släktet Septoria och familjen Mycosphaerellaceae.   Inga underarter finns listade i Catalogue of Life.